# SIFICAP
O SIFICAP (Sistema Integrado de vigilância, Fiscalização e Controlo das Actividades da Pesca), foi concebido e desenvolvido, a partir de 1987, em Portugal e engloba, actualmente, a Inspecção-Geral das Pescas (IGP), a Marinha, a Força Aérea e a Guarda Nacional Republicana-Brigada Fiscal (GNR-BF).
Foi inserido no regime de controlo aplicável à política comum de pesca instituído pela União Europeia e tem em conta a realidade específica da actividade pesqueira em Portugal
O SIFICAP recorre à informática e a evoluídas tecnologias de informação, a máximização do aproveitamento dos recursos, humanos e materiais, e das capacidades das várias entidades nele participantes, mediante o estabelecimento de uma melhor interligação e de uma maior colaboração entre elas. 
O SIFICAP permite o acesso à informação obtida através dos diversos ficheiros de dados em que se baseia, cuja importância estatística é indispensável para uma maior eficácia na implementação dos processos contra-ordenacionais e judiciais originados a partir das acções inspectivas.